# 柏原麻実
柏原 麻実（かしわばら まみ、1980年6月17日 - ）は、日本の漫画家、イラストレーター。福島県出身、さいたま市在住。女性。兄はイラストレーターの山本七式。
1996年、アフタヌーン四季賞・春のコンテストにて『月見草』が佳作を受賞。同年、同公募・冬のコンテストにて『Hello, dear』が審査員特別賞を受賞し、10代でデビュー。2001年にも同公募・冬のコンテストにて『remain』が四季賞を受賞。2005年から2011年にかけて、『月刊アフタヌーン』にて高校の天文部を舞台としたラブコメディ、『宙のまにまに』を連載。同作品はアニメ化されるなどのメディアミックスを果たした。
他、カシマミ名義でイラストやアンソロジーコミックの仕事を手掛けている。

## 作品リスト

### 漫画作品
- Hello, dear （『月刊アフタヌーン』〈講談社〉、1997年）
- 彼と彼女（『月刊アフタヌーン』〈講談社〉、1997年）
- remain （『アフタヌーンシーズン増刊』〈講談社〉、2002年）
- 宙のまにまに[1]（『月刊アフタヌーン』〈講談社〉2005年11月号 - 2011年9月号） - 単行本全10巻。
- フォーチュン・リング（『コミック百合姫S』〈一迅社〉2007年Vol.1）
- 雪の妖精（『コミック百合姫』〈一迅社〉2011年1月号）
- 少女惑星（『コミック百合姫』〈一迅社〉2012年9月号 - 2013年3月号[2]） - 単行本全1巻。 ISBN 978-4-75-807231-1
  - 花火が消えないうちに（『コミック百合姫』〈一迅社〉2012年9月号）
  - 白線（『コミック百合姫』〈一迅社〉2012年11月号）
  - 火の女王様と嘆きの下女（『コミック百合姫』〈一迅社〉2013年1月号）
  - 少女惑星（『コミック百合姫』〈一迅社〉2013年3月号）
- BanG Dream! （原作：ISSEN、ストーリー原案：中村航、『月刊ブシロード』〈ブシロードメディア〉、2016年5月号 - 2019年3月号）

### 書籍
- 宙のまにまに 天体観察「超」入門 （『アフタヌーン新書』〈講談社〉2009年8月21日発売） ISBN 978-4-06-364783-9

### イラストレーション
- スピリチュアル -働かざるモノ喰うべからず（著：平谷美樹、MF文庫J、メディアファクトリー、2004年2月） - カシマミ名義で表紙イラストと挿絵を担当。
- ヒミツの薔薇十字軍（著：英貴、講談社、ARIA掲載、2012年） - 単行本第2巻帯の推薦イラスト&コメント。英貴は元アシスタントであった[3]。
- 恋する小惑星（第二話エンドイラスト）

### アニメ化作品
- 宙のまにまに（テレビアニメ、2009年）
  - 第8話では、放送部員役で声優として出演した（自身、高校時代に放送委員を経験している）。